# Martin Olsson
Martin Tony Waikwa Olsson (Gävle, 17 de Maio de 1988) é um futebolista sueco que atua como lateral-esquerdo. Atualmente defende o Malmö.

## Carreira
Martin Olsson fez parte do elenco da Seleção Sueca de Futebol da Eurocopa de 2016.